# Những cánh én đầu tiên
Những cánh én đầu tiên (tiếng Anh: The First Swallows) là dự án phim điện ảnh 3D ngắn mang yếu tố phi lợi nhuận, tái hiện trận chiến lịch sử có thật của Không quân Nhân dân Việt Nam, một phần trong sê-ri Không chiến Việt Nam (Vietnam Air War), được sản xuất bởi Silver Swallows Studio (Xưởng phim Én Bạc) đến từ Đại học Duy Tân.

## Nội dung
Bộ phim tập trung vào bối cảnh khi đế quốc Mỹ toan tính chia cắt chi viện Nam - Bắc, chúng đã kéo ra miền Bắc bắt đầu một cuộc chiến tại Hàm Rồng, Thanh Hóa và nhằm tấn công trên không để phá hủy cây cầu của khu vực này vào hai ngày 3 và 4 tháng 4 năm 1965. Bằng lòng dũng cảm và tình yêu Tổ quốc, các người lính trẻ tuổi đã đứng lên cùng với chiếc én bạc MiG-17 trang bị những khẩu pháo mãnh liệt để chống lại chiếc F-105 gồm tên lửa và bom của Mỹ. Mặc dù đã toàn tổng tấn công vào chiếc cầu nhưng Mỹ vẫn không thể ném trúng, chỉ có một phần cầu bị hư hại.
Bộ phim còn tái hiện khuôn mặt của các phi công Trần Hanh, Phạm Giấy, Lê Minh Huân và Trần Nguyên Năm.

## Phát hành
Bộ phim khởi chiếu vào ngày 30 tháng 4 năm 2019, đúng 44 năm kỉ niệm ngày giải phóng Miền Nam.

## Đón nhận
Qua trailer, một số dư luận đã khen ngợi hình ảnh của bộ phim, trong đó cũng có ý kiến trái chiều về tạo hình nhân vật, máy bay và lá cờ bị sai.